# Episcius gutrinii
Episcius gutrinii är en insektsart som beskrevs av Maximilian Spinola 1839. Episcius gutrinii ingår i släktet Episcius och familjen lyktstritar. Inga underarter finns listade i Catalogue of Life.